# Timglaslövgroda
Timglaslövgroda (Dendropsophus ebraccatus) är en groda som tillhör familjen lövgrodor och finns i Latinamerika.

## Beskrivning
Timglaslövgrodan är en liten groda, under 2,5 cm, med typiskt lövgrodeutseende (spenslig, stora ögon, tydliga fingerdynor) som är färgad i rödbrunt och gult. Delar av bakbenen saknar pigment.
Grodynglen är randiga i gult och svart.

## Taxonomi
1874, när Edward Drinker Cope först beskrev arten, kallade han den Hyla ebraccata. 1954 beskrev Taylor en ny art, som han kallade Hyla weyerae. 1966 kunde en annan forskare, Duellman, visa att denna art bara var en färgvaritet av Hyla ebraccata (som arten då kallades), och Hyla weyerae degraderades till en synonym. 2005 flyttades Hyla ebraccata till det nuvarande släktet och fick namnet Dendropsophus ebraccatus (artepitetet ändrades enligt latinska stavningsregler).

## Utbredning
Timglaslövgrodan finns vid södra Mexikos kuster inklusive (upptäckt 2014) nordöstra Chiapas, i norra Guatemala, Belize, fläckvis i Honduras och Nicaragua, mera sammanhängande från Costa Rica, via Panama, Colombia till nordvästra Ecuador.

## Ekologi
Arten lever framför allt i tropisk regnskog, inklusive skogsbryn, upp till 1 600 meters höjd, men kan också återfinnas i odlade, avverkade områden. Den uppehåller sig främst i trädkronorna. På grund av sin ringa storlek utgör den föda åt många djur, som bland andra ormar (Leptodeira sp.), stora spindlar och fladdermöss (Noctilio leporinus)

### Fortplantning
Under regntiden tar sig timglaslövgrodan ner från trädkronorna till sankmark och vattensamlingar för att leka. Grodan lägger normalt sina ägg på växter som hänger över vattensamlingarna. Man har emellertid upptäckt att den som enda kända amfibie kan växla mellan denna äggläggningsform och att lägga äggen direkt i vatten, något som väckt stor uppmärksamhet eftersom arten kommit att betraktas som en övergångsform mellan strikt vattenäggläggande former av amfibier och former som har anpassat sig till ett liv med litet eller inget beroende av vatten för fortplantningen.

## Status
Timglaslövgrodan är klassificerad som livskraftig ("LC") av IUCN, och populationen är stabil. Skogsavverkning, nyodling och därmed sammanhängande förorening med bekämpningsmedel samt byggnation utgör dock vissa hot.